# Autobahnkirche Haid

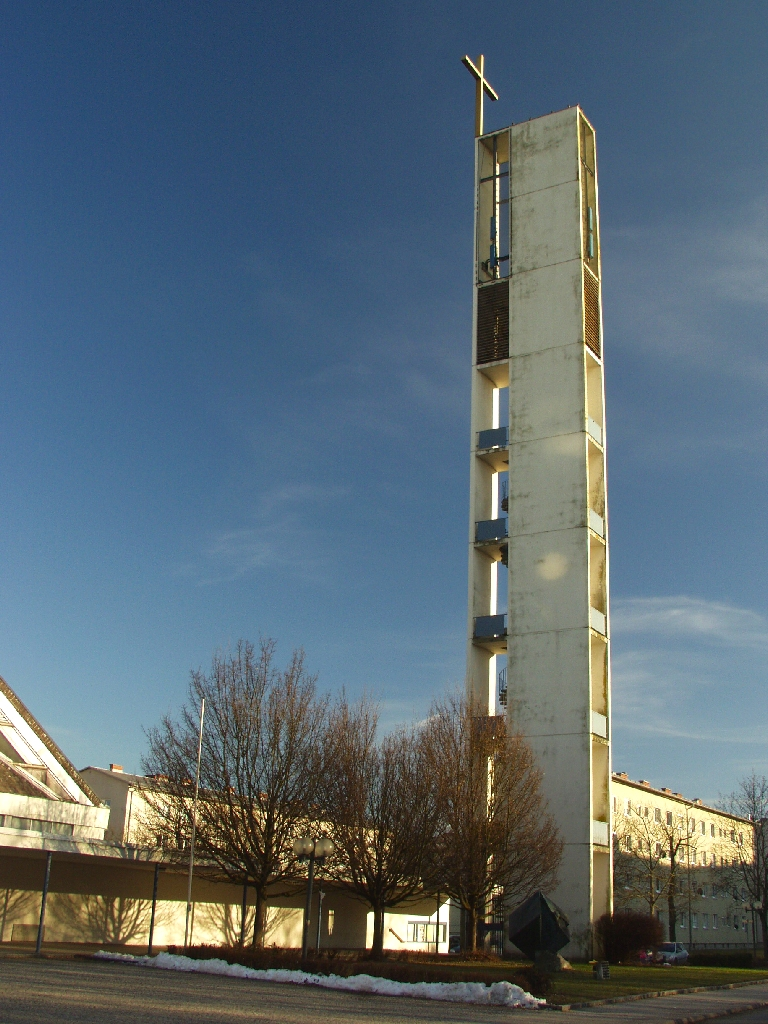
Der 42 Meter hohe Kirchturm

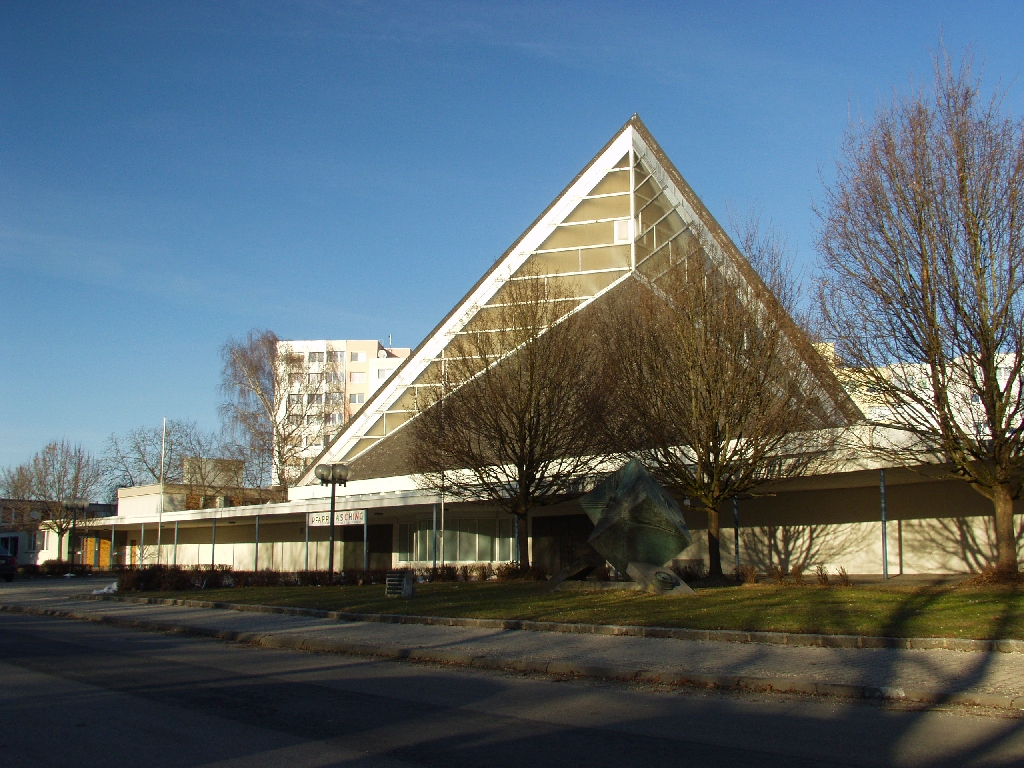
Autobahnkirche Haid

Die Autobahnkirche Haid ist eine römisch-katholische Kirche im Stadtteil Haid in der Stadtgemeinde Ansfelden in Oberösterreich. Sie wurde im August 1964 eingeweiht und ist somit die erste Autobahnkirche in Österreich. Die Kirche zu Ehren Mariä Himmelfahrt und des heiligen Paulus ist auch die Pfarrkirche von Haid und gehört zum Dekanat Traun der Diözese Linz.

## Geschichte

### Seelsorgestelle im DP-Lager Haid
Bereits im DP-Lager Haid gab es zwischen 1947 und 1961 eine Seelsorgestelle, die im ehemaligen großen Speisesaal des Lagers eingerichtet wurde. Im Zuge der Auflösung des Lagers trat der Ortsplaner Architekt Heinz Krytka an die Seelsorgestelle heran und bat um Bekanntgabe, welcher Ort, welche Größe und welche Anzahl an beabsichtigten Bauvorhaben geplant wären. Im Juni 1959 wurde der erforderliche Kaufvertrag für den Grundverkauf zwischen der Stadtgemeinde Linz und dem bischöflichen Diözesan-Hilfsfonds unterschrieben. Zu der Zeit war bereits ein Architektenwettbewerb ausgeschrieben, dessen Preisverleihung und anschließende öffentliche Ausstellung der Werke im Juli 1959 stattfanden. Der erste Preis ging dabei an das Projekt der Arbeitsgemeinschaft der Architekten Josef Krawina und Walter Schmutzer aus Wien.

### Spatenstich, Finanzierung, Brand der Barackenkirche
Nachdem die Lagerseelsorge Haid Ende Dezember 1959 aufgelöst worden war, fand im Juni 1960 der Spatenstich für den Bau der Seelsorgeanlage Haid statt. Finanziert wurde das Bauvorhaben durch die Diözesanfinanzkammer und die Anfang Jänner 1960 neugegründete Pfarre Haid. Da die finanziellen Verhältnisse in der Haider Bevölkerung nach der Auflösung des Lagers angespannt waren, trugen viele Menschen durch ihrer eigenen Hände Arbeit zum Entstehen des Sakralbaues bei. Auch wurden die Bauarbeiten durch den Bauorden unterstützt, so dass bereits Ende Oktober 1960 das Pfarrheim fertiggestellt werden konnte. Jedoch waren die Innenraumarbeiten noch nicht so weit fortgeschritten, so dass nach dem Niederbrand der alten Barackenkirche im Februar 1961 erst Ende desselben Jahres der Pfarrsaal als Notkirche genutzt werden konnte.

### Gleichenfeier und Kirchenweihe

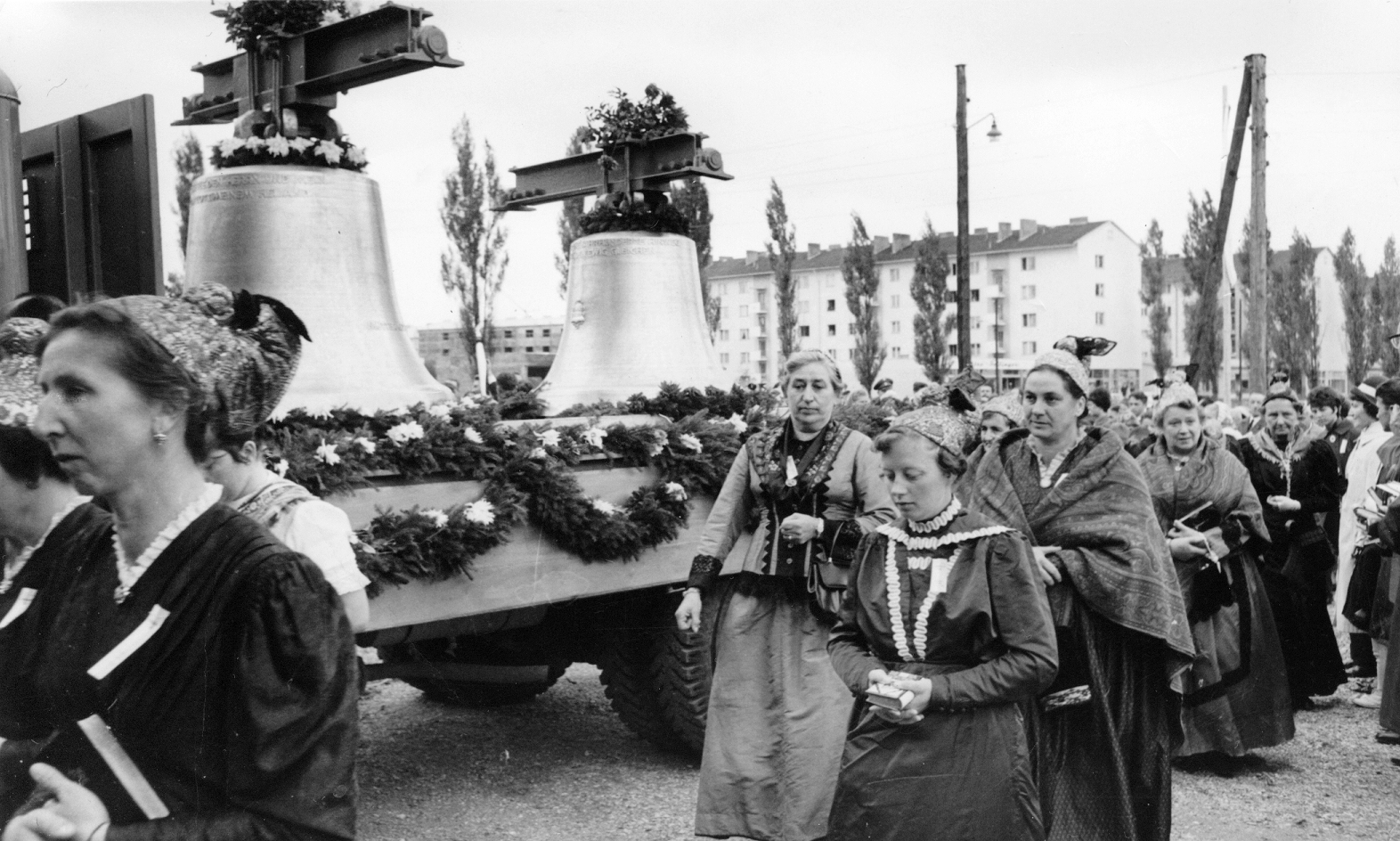
Glockenweihe im Herbst 1963

Im Sommer 1962 fand die Gleichenfeier statt und im September 1963 konnte die Glockenweihe in Haid gehalten werden. Der 42 Meter hohe Turm mit einer Breite von 2,5 Metern und einer Länge von 6 Metern bekam ein großes Geläute mit 4 Glocken (Stimmung Es-Ges-As-Ges). Die Kirche wurde schließlich am 15. und 16. August 1964 feierlich geweiht.

### Kontroverse um die Betonglasfenster

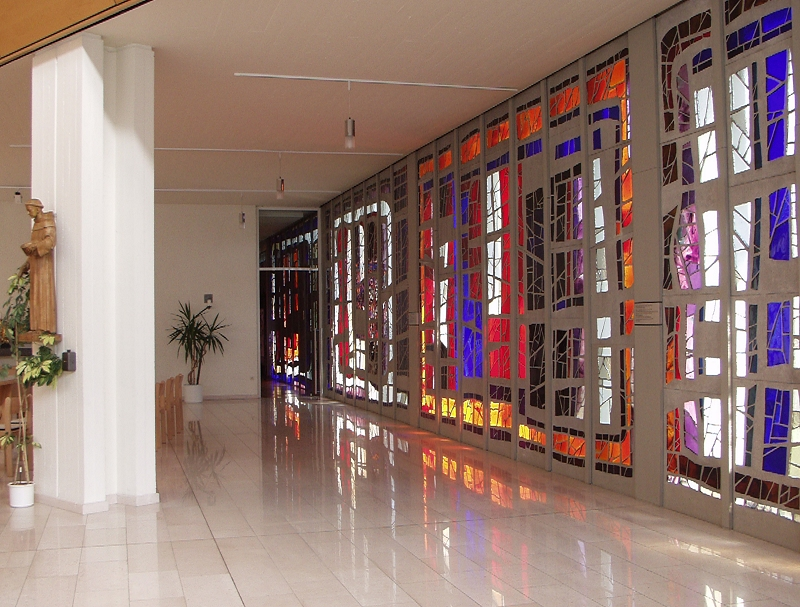
Glasfenster an der Südseite des Kirchenbaues

Die Betonglasfenster an der Süd- und Nordwand des Kirchengebäudes waren von Anfang an fester Bestandteil der Planung. Die erste Ausschreibung der Kunstwerke führte nicht zum gewünschten Erfolg. Als nach einer weiteren Ausschreibung das Projekt der Künstlerin Lydia Roppolt vom Diözesankunstrat für gut geheißen wurde, lehnte Architekt Krawina die Umsetzung jedoch ab und kündigte nach Umsetzungsbeschluss der Bauherrschaft den Architektenvertrag. Die Fenster wurden aus Geldmangel erst 1976 (Südseite) bzw. 1977 (Nordseite) eingebaut und von der Glasmalerei Schlierbach hergestellt. 

## Autobahnkirche
Die Idee, die Kirche in Haid als Autobahnkirche zu erbauen, ging vom damaligen Seelsorger Paul Wagner, dem damaligen Bürgermeister Walter Wimmer und dem damaligen Vizebürgermeister Albert Schreiberhuber aus und wurde im April 1959 dem damaligen Bezirkshauptmann von Linz Land, Kurt Hofinger unterbreitet. Sowohl der Bezirkshauptmann als auch die Autobahnverwaltung hießen die Idee gut. 

## Gegenwart

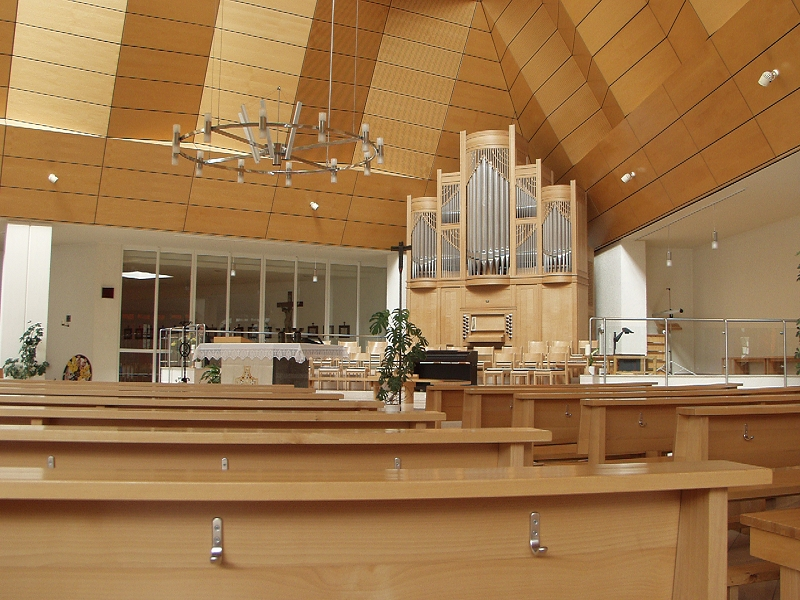
Altarraum der Autobahnkirche Haid

Der Innenraum wurde Mitte der 1990er Jahre nach Plänen des Architekten Helmut Werthgarner umgestaltet und präsentiert sich heute als lichtdurchfluteter Raum mit hellen Deckenpanelen und kreisförmig in drei Blöcken angeordneten Sitzbänken rund um einen im Zentrum stehenden Altar. 
Das ursprüngliche Konzept des Kirche-kennen-Lernens-im-Vorbeifahren hat sich so nicht durchgesetzt. Durch die Verbauung des Stadtgebietes in Haid ist die Kirche von der Autobahn kaum mehr sichtbar. Stattdessen hat sich eine lebendige Kerngemeinde mit rund 350 Kirchenbesuchenden (2003) im Stadtteil Haid entwickelt.